# Шемякино (Козельский район)
Шемякино — деревня в Козельском районе Калужской области. Входит в состав Сельского поселения «Село Волконское».
Расположено примерно в 6 км к западу от села Волконское.

## Население
На 2010 год население составляло 0 человек.